# Nigroporus macroporus
Nigroporus macroporus är en svampart som beskrevs av Ryvarden & Iturr. 2003. Nigroporus macroporus ingår i släktet Nigroporus och familjen Polyporaceae.   Inga underarter finns listade i Catalogue of Life.